# Channa argus warpachowskii
Channa argus warpachowskii és una subespècie de peix de la família dels cànnids i de l'ordre dels perciformes.

## Descripció
- Fa 80 cm de llargària màxima i 7 kg de pes.[7]
- Taques irregulars, de color marró fosc i vorejades de negre als flancs.
- Part inferior del cap amb taques petites de color marró fosc.
- És la subespècie de Channa argus amb les escates més petites.[8][9]

## Alimentació
És un depredador que caça principalment peixos al matí i la tarda parant emboscades des del fons estant.

## Hàbitat i distribució geogràfica
És un peix d'aigua dolça, bentopelàgic i de clima temperat (4 °C-20 °C), el qual viu a Àsia: el llac Khanka i els trams mitjà i inferior del riu Amur. Fou introduït a la conca de la mar d'Aral a la dècada del 1960 i ràpidament es va estendre als trams inferiors dels rius Amudarià, Sirdarià i Kashka-Darya. També ha estat introduït als rius Talas i Txu (tots dos al Kirguizstan i el Kazakhstan).

## Observacions
És inofensiu per als humans.